# Gruppe der 24er
Die Gruppe der 24er (jap. 24年組 Nijūyonen Gumi) ist die Bezeichnung für Comiczeichnerinnen, die ab 1969 den Shōjo-Manga revolutionierten.

## Stil und Einfluss
Die 24er wurden nach dem Jahr benannt, in dem die meisten von ihnen geboren wurden, Shōwa 24 (1949). Sie etablierten neue Themen und Motive und benutzten unkonventionelle Zeichentechniken, die auf Ästhetik und Emotionen ausgerichtet waren. Inspiration war, besonders für Yumiko Ōshima und Moto Hagio, die Malerei der Romantik und des Jugendstils. Die 24er waren ausschlaggebend, dass Manga für Mädchen ab den 1970er Jahren fast ausschließlich nur noch von Frauen gezeichnet wurden. 
Besonders erfolgreich und einflussreich war Riyoko Ikedas Die Rosen von Versailles (1972–1973). In dem 1800 Seiten umfassenden Manga steht Oscar Francois de Jarjayes im Vordergrund, eine fiktive Figur zur Zeit der Französischen Revolution. Diese benimmt und kleidet sich wie ein Mann und arbeitet als General für den französischen König. Sie stirbt schließlich für die Revolution.
Einige der 24er stellten Jungen in den Vordergrund der meisten ihrer Mädchencomics und verwickelten diese, beeinflusst unter anderem vom französischen Film Heimliche Freundschaften (1964), in homoerotische Liebesbeziehungen, womit sie zu den Begründern der Shōnen-Ai- und Yaoi-Manga wurden. „Weit entfernt von der Realität homosexueller Beziehungen, wird hier die Sehnsucht von Mädchen nach dem Anderen, dem ‚Zwilling‘ in sich selbst, auf homophile Jünglinge projiziert.“ In Moto Hagios Thomas no Shinzō (1973–1975), das an einer europäischen Jungenschule Anfang des 20. Jahrhunderts spielt, begeht der vierzehnjährige Thomas Selbstmord und erklärt in seinem Abschiedsbrief seinem Mitschüler Yuri seine Liebe. Keiko Takemiya sorgte 1976 für mediale Aufmerksamkeit, als sie die erste Episode ihrer Manga-Serie Kaze to Ki no Uta veröffentlichte, in der es auf den ersten Seiten zu einer Sexszene zwischen zwei Männern kommt.
Hagio und Takemiya waren auch eine der ersten Frauen, die erfolgreich Science-Fiction-Geschichten in Manga-Form schufen.
Treffpunkt für die Gruppe der 24er war der Ōizumi Salon (大泉サロン) in Tokio, ein kleines Gebäude, in dem Moto Hagio und Keiko Takemiya von 1970 bis 1973 wohnten.

## Mitglieder
Es gibt keine „offizielle“ Liste der 24er. Drei Künstlerinnen – Moto Hagio, Keiko Takemiya und Yumiko Ōshima – werden allerdings immer genannt. Ebenfalls häufig als Mitglieder der 24er-Bewegung werden Ryōko Yamagishi, Minori Kimura, Toshie Kihara, Yasuko Aoike, Riyoko Ikeda, Nanae Sasaya, Machiko Satonaka und Mineko Yamada genannt.
Als Nachfolger der 24er gelten Wakako Mizuki, Yasuko Sakata, Shio Satō und Yukiko Kai.